# Gostimë
Gostimë è una frazione del comune di Cërrik in Albania (prefettura di Elbasan).
Fino alla riforma amministrativa del 2015 era comune autonomo, dopo la riforma è stato accorpato, insieme agli ex-comuni di Cërrik, Klos, Mollas e Shalës  a costituire la municipalità di Cërrik.

## Località
Il comune era formato dall'insieme delle seguenti località:
- Gostimë
- Gjyral
- Shtepanj
- Shushicë
- Shtermen
- Malasej
- Çartallos